# Ebro
Ebro je řeka na severovýchodě Španělska, jedna z nejdelších a nejvýznamnějších řek na Pyrenejském poloostrově. Protéká sedmi španělskými společenstvími (Kantábrie, Kastilie a León, La Rioja, Baskicko, Navarra, Aragonie a Katalánsko) a v jejím povodí leží další dvě země (celá Andorra, malá část Francie). Délka řeky je 928 km. Plocha povodí měří 86 800 km².
Antický název řeky Iber je původem názvu Iberský poloostrov (Pyrenejský) a jeho původních obyvatel Iberů.

## Průběh toku
Pramení na jižních svazích Kantabrijského pohoří a na horním toku protíná v hluboké dolině severovýchodní část Starokastilské vrchoviny. Na středním toku protéká Aragonskou rovinou, kde se koryto místy dělí na jednotlivá ramena. Na části dolního toku řadou úzkých členitých soutěsek protéká skrze výběžky Katalánského pohoří, pod nimiž vtéká do přímořské roviny. Do Středozemního moře se vlévá deltou o rozloze přibližně 250 km², jíž řeka protéká v napřímeném regulovaném korytě, jehož břehy jsou lemovány hrázemi.

### Přítoky
- pravé - Jalón, Guadalope

- levé - Segre, Aragón

## Vodní režim
Nejvyšších vodních stavů dosahuje v zimě a na jaře, kdy voda může stoupat o 4 až 6 m. V létě a na podzim je stav vody nízký, i v tomto období může však docházet k náhlým povodním způsobeným dešti. Průměrný průtok vody na dolním toku u města Tortosa činí přibližně 618 m³/s, maximální až 8000 m³/s.

## Využití
V Aragonské rovině se od řeky oddělují zavlažovací kanály (Aragonský, Tauste). V údolí řeky je zavlažováno území o rozloze přibližně 1000 km². Vodní doprava je možná do Zaragozy. Na řece byly vybudovány vodní elektrárny (Mequinenza, Flix). Leží na ní města Miranda de Ebro, Logroño, Zaragoza, Tortosa.